# Alta Idrettsforening 2005
Questa voce raccoglie le informazioni riguardanti l'Alta Idrettsforening nelle competizioni ufficiali della stagione 2005.

## Stagione
A seguito del 1º posto nel girone di competenza della 2. divisjon 2004 ed alla conseguente promozione, l'Alta è stato chiamato ad affrontare la 1. divisjon 2005, oltre al Norgesmesterskapet. L'avventura in quest'ultima competizione si è chiusa al primo turno, con l'eliminazione per mano dell'Odd Grenland. In campionato, l'Alta si è classificato al 16º ed ultimo posto, retrocedendo pertanto in 2. divisjon.

## Maglie e sponsor
Lo sponsor tecnico per la stagione 2005 è stato Umbro, mentre lo sponsor ufficiale è stato Ishavskraft. La divisa casalinga era composta da una maglietta gialla con inserti blu, pantaloncini e calzettoni blu.
| Casa | Trasferta |

## Rosa
| N. |                     | Ruolo | Calciatore           |
| -- | ------------------- | ----- | -------------------- |
| 1  | Norvegia (bandiera) | P     | Emil Olsen           |
| 2  | Norvegia (bandiera) | A     | Svein-Ove Thomassen  |
| 2  | Norvegia (bandiera) | A     | Thomas Andersen      |
| 3  | Norvegia (bandiera) | D     | Roy Arild Rasmussen  |
| 4  | Norvegia (bandiera) | D     | Mads Tollefsen       |
| 5  | Norvegia (bandiera) | A     | Hans Arild Eliassen  |
| 6  | Norvegia (bandiera) | D     | Martin Norbye        |
| 7  | Norvegia (bandiera) | D     | Martin Overvik       |
| 8  | Norvegia (bandiera) | C     | Jørn Rikard Hansen   |
| 9  | Norvegia (bandiera) | A     | Kenneth Torvik Tønne |
| 10 | Norvegia (bandiera) | D     | Andreas Granerud     |
| 11 | Norvegia (bandiera) | C     | Øystein Esjeholm     |
| 12 | Svezia (bandiera)   | P     | Fredrik Tervaniemi   |
| 14 | Norvegia (bandiera) | C     | Jonas Johansen       |

| N. |                     | Ruolo | Calciatore       |
| -- | ------------------- | ----- | ---------------- |
| 14 | Norvegia (bandiera) | C     | Jon Harjo        |
| 15 | Norvegia (bandiera) | C     | Magnus Andersen  |
| 16 | Norvegia (bandiera) | D     | Per-Arne Østgård |
| 17 | Norvegia (bandiera) | C     | Stian Ingilæ     |
| 18 | Norvegia (bandiera) | D     | Erlend Olsen     |
| 19 | Norvegia (bandiera) | A     | Svein-Hugo Vian  |
| 20 | Norvegia (bandiera) | D     | Tor-Mattis Kåven |
| 21 | Norvegia (bandiera) | A     | Alan Jakirovic   |
| 22 | Norvegia (bandiera) | D     | Øyvind Pedersen  |
| 23 | Norvegia (bandiera) | D     | Tore Reginiussen |
| 24 | Norvegia (bandiera) | C     | Ole Talberg      |
| 30 | Norvegia (bandiera) | C     | Jan Egil Brekke  |
| 30 | Norvegia (bandiera) | C     | Mads Reginiussen |
| 32 | Norvegia (bandiera) | P     | Runar Bjørklund  |

## Calciomercato

### Sessione invernale
| Arrivi | Arrivi      | Arrivi | Arrivi   |
| R.     | Nome        | da     | Modalità |
| ------ | ----------- | ------ | -------- |
| C      | Ole Talberg | Tromsø | prestito |

| Partenze | Partenze | Partenze | Partenze |
| R.       | Nome     | a        | Modalità |
| -------- | -------- | -------- | -------- |

### Sessione estiva
| Arrivi | Arrivi          | Arrivi  | Arrivi   |
| R.     | Nome            | da      | Modalità |
| ------ | --------------- | ------- | -------- |
| P      | Runar Bjørklund | Harstad | prestito |
| C      | Jonas Johansen  | Tromsø  | prestito |

| Partenze | Partenze | Partenze | Partenze |
| R.       | Nome     | a        | Modalità |
| -------- | -------- | -------- | -------- |

## Risultati

### 1. divisjon

#### Girone di andata
| Arbitro: | Ditlefsen (Mo i Rana) |

|                                                      |           |                                                      |
| Torvik Tønne 4’ M. Andersen 90’ Jakirovic 90’ (rig.) | Marcatori | 25’ Therkelsen 62’ Hadžimehmedović 65’ Hvidén-Watson |

| Arbitro: | Hagen (Grue) |

|                            |           |                  |
| Kydland 39’, 79’ Nisja 68’ | Marcatori | 31’ Torvik Tønne |

| Arbitro: | Alapnes |

|  |           |                                      |
|  | Marcatori | 6’ Saaliti 9’, 13’ Olsen 18’ Sundgot |

| Arbitro: | Sælen (Bergen) |

|                            |           |               |
| Nannskog 45’ Stenersen 90’ | Marcatori | 68’ Jakirovic |

| Arbitro: | Kamben |

|  |           |            |
|  | Marcatori | 4’ Talberg |

| Arbitro: | Gravdal |

|                      |           |                            |
| Jakirovic 87’ (rig.) | Marcatori | 74’ Nystrøm 76’ Fredriksen |

| Arbitro: | Alseth (Stjørdal) |

|                            |           |              |
| Jeļisejevs 29’ Karlsen 44’ | Marcatori | 46’ Esjeholm |

| Arbitro: | Hafsås (Trondheim) |

|            |           |                      |
| Norbye 65’ | Marcatori | 27’ Jensen 69’ Ahmed |

| Arbitro: | Borgersen (Oslo) |

|              |           |                 |
| Steenslid 4’ | Marcatori | 67’, 90’ Hansen |

| Arbitro: | Helgerud (Lier) |

|                                          |           |           |
| Hansen 23’ Torvik Tønne 32’ Esjeholm 63’ | Marcatori | 28’ Sandø |

| Arbitro: | Kamben |

|                       |           |  |
| Waltrip 56’, 62’, 83’ | Marcatori |  |

| Arbitro: | Nordby |

|  |           |                                            |
|  | Marcatori | 23’ Otiène Olausson 71’ Kalsæg 84’ Nystuen |

| Oslo 26 giugno 2005, ore 15:00 13ª giornata | Skeid   | 0 – 0 referto | Alta | Nordre Åsen Kunstgress (528 spett.)\| Arbitro: \| Mjåland \| |
| Arbitro:                                    | Mjåland |               |      |                                                              |

| Arbitro: | Hafsås (Trondheim) |

|                                 |           |                                      |
| Talberg 1’ Jakirovic 49’ (rig.) | Marcatori | 12’ Ødegaard 31’ Sturød 67’ Tegström |

| Arbitro: | Nordby |

|                                           |           |  |
| Låstad 37’, 56’ Hansen 46’ Gjerde Aga 90’ | Marcatori |  |

#### Girone di ritorno
| Arbitro: | Høgberg |

|                                   |           |                         |
| Fjellstad 51’ Hadžimehmedović 83’ | Marcatori | 59’ Granerud 90’ Norbye |

| Arbitro: | Gravdal |

|  |           |                           |
|  | Marcatori | 25’, 60’ Oyuga 66’ Sandal |

| Arbitro: | Hafsås (Trondheim) |

|                |           |              |
| Steffensen 52’ | Marcatori | 22’ Johansen |

| Arbitro: | Kamben |

|  |           |             |
|  | Marcatori | 14’ Holmvik |

| Arbitro: | Jakobsen |

|  |           |                        |
|  | Marcatori | 84’ Strand 86’ Enckell |

| Arbitro: | Krokdal |

|          |           |  |
| Moen 75’ | Marcatori |  |

| Arbitro: | Nordby |

|                      |           |                                        |
| Jakirovic 21’ (rig.) | Marcatori | 32’ Karlsen 41’, 90’ Granaas 75’ Sørum |

| Arbitro: | Borgersen (Oslo) |

|               |           |              |
| Næss Lund 61’ | Marcatori | 58’ Esjeholm |

| Arbitro: | Høgberg |

|  |           |         |
|  | Marcatori | 19’ Flo |

| Arbitro: | Krokdal |

|                                  |           |  |
| Sandø 38’ Aursnes 40’ Vaagen 78’ | Marcatori |  |

| Arbitro: | Vik |

|                                  |           |  |
| Norbye 17’ Torvik Tønne 53’, 71’ | Marcatori |  |

| Arbitro: | Kamben |

|                        |           |              |
| Koffeld 72’ Strand 87’ | Marcatori | 30’ Andersen |

| Arbitro: | Johnsen (Tønsberg) |

|                         |           |  |
| Norbye 83’ Johansen 85’ | Marcatori |  |

| Arbitro: | Kamben |

|                         |           |  |
| Ødegaard 66’ Fevang 74’ | Marcatori |  |

| Arbitro: | Johnsen (Tønsberg) |

|  |           |                                                          |
|  | Marcatori | 10’, 75’ Låstad 15’ Gjerde Aga 55’ Tennebø 80’ Gallefoss |

### Norgesmesterskapet
| Arbitro: | Nilsen |

|               |           |                           |
| Ellingsen 18’ | Marcatori | 75’ Hansen 85’ Erl. Olsen |

| Arbitro: | Sørensen |

|                     |           |                              |
| Lillevik 45’ (rig.) | Marcatori | 20’ Torvik Tønne 37’ Talberg |

| Arbitro: | Alseth (Stjørdal) |

|                                      |           |            |
| Torvik Tønne 41’ T. Reginiussen 120’ | Marcatori | 39’ Nilsen |

| Arbitro: | Sælen (Bergen) |

|                                                         |           |  |
| de Ornelas 22’ Tchoyi 48’ Hoff 80’, 81’, 87’ Fevang 83’ | Marcatori |  |

## Statistiche

### Statistiche di squadra
| Competizione       | Punti | In casa | In casa | In casa | In casa | In casa | In casa | In trasferta | In trasferta | In trasferta | In trasferta | In trasferta | In trasferta | Totale | Totale | Totale | Totale | Totale | Totale | DR  |
| Competizione       | Punti | G       | V       | N       | P       | Gf      | Gs      | G            | V            | N            | P            | Gf           | Gs           | G      | V      | N      | P      | Gf     | Gs     | DR  |
| ------------------ | ----- | ------- | ------- | ------- | ------- | ------- | ------- | ------------ | ------------ | ------------ | ------------ | ------------ | ------------ | ------ | ------ | ------ | ------ | ------ | ------ | --- |
| 1. divisjon        | 20    | 15      | 3       | 1       | 11      | 42      | 14      | 15           | 2            | 4            | 9            | 12           | 28           | 30     | 5      | 5      | 20     | 28     | 62     | -34 |
| Norgesmesterskapet | -     | 1       | 1       | 0       | 0       | 2       | 1       | 3            | 2            | 0            | 1            | 4            | 8            | 3      | 2      | 0      | 1      | 6      | 9      | -3  |
| Totale             | -     | 16      | 4       | 1       | 11      | 44      | 15      | 18           | 4            | 4            | 10           | 16           | 36           | 33     | 7      | 5      | 21     | 34     | 71     | -37 |

### Andamento in campionato
| Giornata  | 1 | 2  | 3  | 4  | 5  | 6  | 7  | 8  | 9  | 10 | 11 | 12 | 13 | 14 | 15 | 16 | 17 | 18 | 19 | 20 | 21 | 22 | 23 | 24 | 25 | 26 | 27 | 28 | 29 | 30 |
| --------- | - | -- | -- | -- | -- | -- | -- | -- | -- | -- | -- | -- | -- | -- | -- | -- | -- | -- | -- | -- | -- | -- | -- | -- | -- | -- | -- | -- | -- | -- |
| Luogo     | C | T  | C  | T  | T  | C  | T  | C  | T  | C  | T  | C  | T  | C  | T  | T  | T  | T  | C  | C  | T  | C  | T  | C  | T  | C  | T  | C  | T  | C  |
| Risultato | N | P  | P  | P  | V  | P  | P  | P  | V  | V  | P  | P  | N  | P  | P  | N  | P  | N  | P  | P  | P  | P  | N  | P  | P  | V  | P  | V  | P  | P  |
| Posizione | 4 | 14 | 16 | 16 | 15 | 15 | 16 | 16 | 14 | 13 | 14 | 15 | 14 | 15 | 15 | 15 | 16 | 16 | 16 | 16 | 16 | 16 | 16 | 16 | 16 | 16 | 16 | 16 | 16 | 16 |

Fonte:  OBOS-ligaen 2005, su altomfotball.no, Altomfotball.
Legenda:

Luogo: C = Casa; T = Trasferta. Risultato: V = Vittoria; N = Pareggio; P = Sconfitta.

### Statistiche dei giocatori
| Giocatore       | 1. divisjon | 1. divisjon | 1. divisjon | 1. divisjon | Norgesmesterskapet | Norgesmesterskapet | Norgesmesterskapet | Norgesmesterskapet | Coppe europee | Coppe europee | Coppe europee | Coppe europee | Altre coppe | Altre coppe | Altre coppe | Altre coppe | Totale   | Totale | Totale      | Totale     |
| Giocatore       | Presenze    | Reti        | Ammonizioni | Espulsioni  | Presenze           | Reti               | Ammonizioni        | Espulsioni         | Presenze      | Reti          | Ammonizioni   | Espulsioni    | Presenze    | Reti        | Ammonizioni | Espulsioni  | Presenze | Reti   | Ammonizioni | Espulsioni |
| --------------- | ----------- | ----------- | ----------- | ----------- | ------------------ | ------------------ | ------------------ | ------------------ | ------------- | ------------- | ------------- | ------------- | ----------- | ----------- | ----------- | ----------- | -------- | ------ | ----------- | ---------- |
| M. Andersen     | 21          | 2           | 1           | 0           | ?                  | ?                  | ?                  | ?                  |               |               |               |               |             |             |             |             | 21+      | 2+     | 1+          | 0+         |
| T. Andersen     | 17          | 0           | 1           | 0           | ?                  | ?                  | ?                  | ?                  |               |               |               |               |             |             |             |             | 17+      | 0+     | 1+          | 0+         |
| R. Bjørklund    | 8           | -17         | 2           | 0           | ?                  | -?                 | ?                  | ?                  |               |               |               |               |             |             |             |             | 8+       | -17+   | 2+          | 0+         |
| J. Brekke       | 5           | 0           | 0           | 0           | -                  | -                  | -                  | -                  |               |               |               |               |             |             |             |             | 5        | 0      | 0           | 0          |
| H. Eliassen     | 3           | 0           | 0           | 0           | ?                  | ?                  | ?                  | ?                  |               |               |               |               |             |             |             |             | 3+       | 0+     | 0+          | 0+         |
| Ø. Esjeholm     | 17          | 3           | 1           | 0           | ?                  | ?                  | ?                  | ?                  |               |               |               |               |             |             |             |             | 17+      | 3+     | 1+          | 0+         |
| A. Granerud     | 27          | 1           | 2           | 0           | ?                  | ?                  | ?                  | ?                  |               |               |               |               |             |             |             |             | 27+      | 1+     | 2+          | 0+         |
| J. Hansen       | 24          | 3           | 4           | 0           | ?                  | ?                  | ?                  | ?                  |               |               |               |               |             |             |             |             | 24+      | 3+     | 4+          | 0+         |
| J. Harjo        | 0           | 0           | 0           | 0           | ?                  | ?                  | ?                  | ?                  |               |               |               |               |             |             |             |             | 0+       | 0+     | 0+          | 0+         |
| S. Ingilæ       | 23          | 0           | 6           | 0           | ?                  | ?                  | ?                  | ?                  |               |               |               |               |             |             |             |             | 23+      | 0+     | 6+          | 0+         |
| A. Jakirovic    | 30          | 6           | 2           | 0           | ?                  | ?                  | ?                  | ?                  |               |               |               |               |             |             |             |             | 30+      | 6+     | 2+          | 0+         |
| J. Johansen     | 15          | 2           | 1           | 1           | -                  | -                  | -                  | -                  |               |               |               |               |             |             |             |             | 15       | 2      | 1           | 1          |
| T. Kåven        | 24          | 0           | 2           | 0           | ?                  | ?                  | ?                  | ?                  |               |               |               |               |             |             |             |             | 24+      | 0+     | 2+          | 0+         |
| M. Norbye       | 30          | 4           | 1           | 0           | ?                  | ?                  | ?                  | ?                  |               |               |               |               |             |             |             |             | 30+      | 4+     | 1+          | 0+         |
| Em. Olsen       | 11          | -25         | 1           | 0           | ?                  | -?                 | ?                  | ?                  |               |               |               |               |             |             |             |             | 11+      | -25+   | 1+          | 0+         |
| Erl. Olsen      | 20          | 0           | 5           | 0           | ?                  | ?                  | ?                  | ?                  |               |               |               |               |             |             |             |             | 20+      | 0+     | 5+          | 0+         |
| P. Østgård      | 1           | 0           | 0           | 0           | ?                  | ?                  | ?                  | ?                  |               |               |               |               |             |             |             |             | 1+       | 0+     | 0+          | 0+         |
| M. Overvik      | 17          | 0           | 2           | 1           | ?                  | ?                  | ?                  | ?                  |               |               |               |               |             |             |             |             | 17+      | 0+     | 2+          | 1+         |
| Ø. Pedersen     | 20          | 0           | 3           | 0           | ?                  | ?                  | ?                  | ?                  |               |               |               |               |             |             |             |             | 20+      | 0+     | 3+          | 0+         |
| R. Rasmussen    | 13          | 0           | 0           | 0           | ?                  | ?                  | ?                  | ?                  |               |               |               |               |             |             |             |             | 13+      | 0+     | 0+          | 0+         |
| M. Reginiussen  | 6           | 0           | 1           | 0           | ?                  | ?                  | ?                  | ?                  |               |               |               |               |             |             |             |             | 6+       | 0+     | 1+          | 0+         |
| T. Reginiussen  | 23          | 0           | 2           | 0           | ?                  | ?                  | ?                  | ?                  |               |               |               |               |             |             |             |             | 23+      | 0+     | 2+          | 0+         |
| O. Talberg      | 10          | 2           | 4           | 1           | ?                  | ?                  | ?                  | ?                  |               |               |               |               |             |             |             |             | 10+      | 2+     | 4+          | 1+         |
| F. Tervaniemi   | 11          | -37         | 0           | 0           | ?                  | -?                 | ?                  | ?                  |               |               |               |               |             |             |             |             | 11+      | -37+   | 0+          | 0+         |
| S. Thomassen    | 3           | 0           | 0           | 0           | ?                  | ?                  | ?                  | ?                  |               |               |               |               |             |             |             |             | 3+       | 0+     | 0+          | 0+         |
| M. Tollefsen    | 12          | 0           | 0           | 0           | ?                  | ?                  | ?                  | ?                  |               |               |               |               |             |             |             |             | 12+      | 0+     | 0+          | 0+         |
| K. Torvik Tønne | 23          | 5           | 3           | 0           | ?                  | ?                  | ?                  | ?                  |               |               |               |               |             |             |             |             | 23+      | 5+     | 3+          | 0+         |
| S. Vian         | 0           | 0           | 0           | 0           | ?                  | ?                  | ?                  | ?                  |               |               |               |               |             |             |             |             | 0+       | 0+     | 0+          | 0+         |